# Ulf Adåker
Ulf Adåker (* 18. April 1945 in Stockholm) ist ein schwedischer Jazzmusiker (Trompete, Komposition, Arrangements).

## Leben und Wirken
Adåker begann schon in jungen Jahren Trompete zu spielen und erkundete mit seinem Freund, dem Tenorsaxophonisten Tommy Koverhult, den Jazz. Er nahm an Jam-Sessions mit erfahrenen Musikern wie Bernt Rosengren und Bobo Stenson teil. In den 1960er Jahren studierte er an einer höheren Handelsschule und danach begann er ein Jurastudium; das Musizieren blieb zunächst ein Hobby für ihn.
1971 gründete Adåker zusammen mit Ulf Andersson, Ahmadu Jarr und Jan Tolf die Fusionband EGBA (Electronic Groove & Beat Academy); nun wurde er professioneller Musiker und nahm mit EGBA, insgesamt zehn Alben zwischen 1974 und 1989 auf, für die er auch komponierte. Die Gruppe wurde mit ihrer Mischung aus afro-lateinamerikanischem Funk und einem Vorläufer dessen, was später Weltmusik genannt wurde, stilbildend.
Weiterhin spielte er mit der schwedischen Radiojazz-Gruppe, mit der er 1986 sein an Duke Ellington erinnerndes Werk Chordeography aufnahm, aber auch an Aufnahmen mit George Russell, Mike Gibbs, Anthony Braxton, Bob Brookmeyer, Tony Coe, Lars Sjösten, Örjan Fahlström, Per Henrik Wallin und  Terje Rypdal beteiligt war (Odyssey: In Studio & In Concert).
Adåker legte 1993 sein Debütalbum unter eigenem Namen mit Café International bei Phono Suecia vor, 1998 folgte Something Juiceful bei Dragon, 2001 Reflections bei Touché Music. Gemeinsam im Quintett mit Joakim Milder, Bobo Stenson, Palle Danielsson und Schlagzeuger Jonas Holgersson veröffentlichte er die Alben Monk by Five (2002) und Mingus by Five (2007). Er ist auch an Alben von Lennart Åberg, Johnny Dyani, Gugge Hedrenius Big Blues Band, Christer Bothén und Bengt Hallberg beteiligt. Auch The Swedish Orchestra of Jazz Composers und Per Tjernberg spielten Kompositionen von ihm.
Adåker lehrte seit 1984 an der Königlichen Musikhochschule Stockholm. Außerdem war er zeitweilig ab 1989 Vorsitzender der Vereinigung der schwedischen Jazzmusiker (FSJ). Als Musikproduzent arbeitete er für den Jazzclub Fasching in Stockholm.